# Solpugiba
Genre
Synonymes
- Solpugelis Roewer, 1934

Solpugiba est un genre de solifuges de la famille des Solpugidae.

## Distribution
Les espèces de ce genre se rencontrent en Afrique australe et au Kenya.

## Liste des espèces
Selon Solifuges of the World (version 1.0) :
- Solpugiba arenicola Lawrence, 1964
- Solpugiba lineata (C. L. Koch, 1842)
- Solpugiba pictichelis (Roewer, 1934)
- Solpugiba svatoshi (Birula, 1926)

## Publication originale
- Roewer, 1934 : Solifuga, Palpigrada. Dr. H.G. Bronn's Klassen und Ordnungen des Thier-Reichs, wissenschaftlich dargestellt in Wort und Bild. Akademische Verlagsgesellschaft M. B. H., Leipzig. Fünfter Band: Arthropoda; IV. Abeitlung: Arachnoidea und kleinere ihnen nahegestellte Arthropodengruppen, vol. 4, p. 481-723 (texte intégral).